# Anne-Marie de Grazia Hueber
Pour les articles homonymes, voir Grazia (homonymie) et Hueber.
Anne-Marie de Grazia Hueber, née le 17 novembre 1948 à Mulhouse, est une écrivaine française.

## Biographie
Anne-Marie Hueber est née d'une mère célibataire, Hortense Hueber, ouvrière et employée alsacienne, qui avait été incorporée de force dans les services de travail (RAD - Reichsarbeitsdienst) nazis, décédée en 1970. Son père fut enregistré sous la mention « inconnu ». Elle publia son premier roman, La Séduction inachevée, aux éditions du Seuil en 1972, à l'âge de vingt-trois ans,,,, obtenant le Prix Jules-Favre de l'Académie française. À partir de 1977, elle vécut en couple avec le politologue américain Alfred de Grazia qu'elle épousa en 1982. Ils demeurèrent ensemble jusqu'à sa mort en 2014. Elle adopta le nom d'Anne-Marie de Grazia pour ses romans suivants : Le Pigeon d'argile (1983,,), Sur ce promontoire (1989), Les Dents de scie (1991) sur son enfance en Alsace. En 2023, elle a épousé Hermann Burchard. 
Trilingue, elle a publié et traduit en français, en anglais et en allemand.